# Pseudodineura enslini
Pseudodineura enslini är en stekelart som först beskrevs av Erich Martin Hering 1923.  Pseudodineura enslini ingår i släktet Pseudodineura, och familjen bladsteklar. Arten är reproducerande i Sverige.